# Копил (Воронезька область)
Копил (рос. Копыл) — село у Ертильському районі Воронезької області Російської Федерації.
Населення становить 537 осіб (2010). Входить до складу муніципального утворення Александровське сільське поселення.

## Історія
Від 1938 року належить до Ертильського району.
Згідно із законом від 15 жовтня 2004 року входить до складу муніципального утворення Александровське сільське поселення.

## Населення
| 2000 | 2010 |
| ---- | ---- |
| 682  | ↘537 |